# Malá Bučina
Malá Bučina (Duits: Kleinbutschin of Klein Butschin) is een Tsjechische plaats in de gemeente Velvary in de regio Midden-Bohemen en maakt deel uit van het district Kladno.
Malá Bučina telt 13 inwoners (2021).

## Geschiedenis
De eerste schriftelijke vermelding van het dorp dateert van 1357.
Sinds 1960 is Malá Bučina onderdeel van de gemeente Velvary.

## Verkeer en vervoer

### Autowegen
Weg II/240 loopt langs Malá Bučina en verbindt de plaats met Kralupy nad Vltavou, Velvary en Roudnice nad Labem.

### Spoorlijnen
Er is geen station in Malá Bučina. Het dichtstbijzijnde station is in Velvary.

### Buslijnen
Er halteert geen bus in (de buurt van) het dorp.